# Руда (Лебединська міська громада)
Руда́ — село в Україні, у Лебединській міській громаді Сумського району Сумської області. Населення становить 112 осіб. До 2020 орган місцевого самоврядування — Штепівська сільська рада.

## Географія
Село Руда знаходиться на відстані 1,5 км від села Штепівка і за 1 км від села Миронівщина. По селу протікає пересихаючий струмок з загатою. Через село проходить автомобільна дорога Т 1906.

## Історія
12 червня 2020 року, відповідно до Розпорядження Кабінету Міністрів України № 723-р «Про визначення адміністративних центрів та затвердження територій територіальних громад Сумської області» увійшло до складу Лебединської міської громади.
19 липня 2020 року, після ліквідації Лебединського району, село увійшло до Сумського району.